# 霍克斯伯里市
霍克斯伯里市是澳大利亚雪梨大都會內的一個地方政府，位於雪梨中央商業區西北之50公里處；因霍克斯伯里河而得名。

## 議會
霍克斯伯里市議會有議席12座；市長非直選。